# Montastruc-Savès
Montastruc-Savès (em occitano:  Montastruc de Savés) é uma comuna francesa na região administrativa da Occitânia, no departamento do Alto Garona. Estende-se por uma área de 5.75 km², com 74 habitantes, segundo o censo de 2018, com uma densidade de 13 hab/km².